# Rocas do Vouga
Rocas do Vouga is een plaats (freguesia) in de Portugese gemeente Sever do Vouga en telt 1977 inwoners (2001).